# علی‌اکبر اشعری
علی‌اکبر اشعری (زاده ۳ مهر ۱۳۳۲ تهران) مشاور فرهنگی رئیس‌جمهور ایران در دولت نهم و همچنین رئیس سازمان اسناد و کتابخانه ملی ایران بوده‌است.
پیش از این وی معاون مطبوعاتی وزارت ارشاد و نیز مدیرعامل انتشارات سروش و نیز مدتی سردبیر همشهری بوده‌است.
محمود احمدی‌نژاد در تاریخ ۲۳ مرداد ۱۳۸۴ وی را برای تصدی وزارت آموزش و پرورش به مجلس معرفی کرد. اما نتوانست از مجلس ایران رأی لازم را کسب کند.
وی دارای مدرک کارشناسی ارشد مدیریت منابع انسانی می‌باشد. اشعری در سال ۱۳۵۸ ازدواج کرد. حاصل این ازدواج یک دختر و سه پسر است.